# Klysmafilie

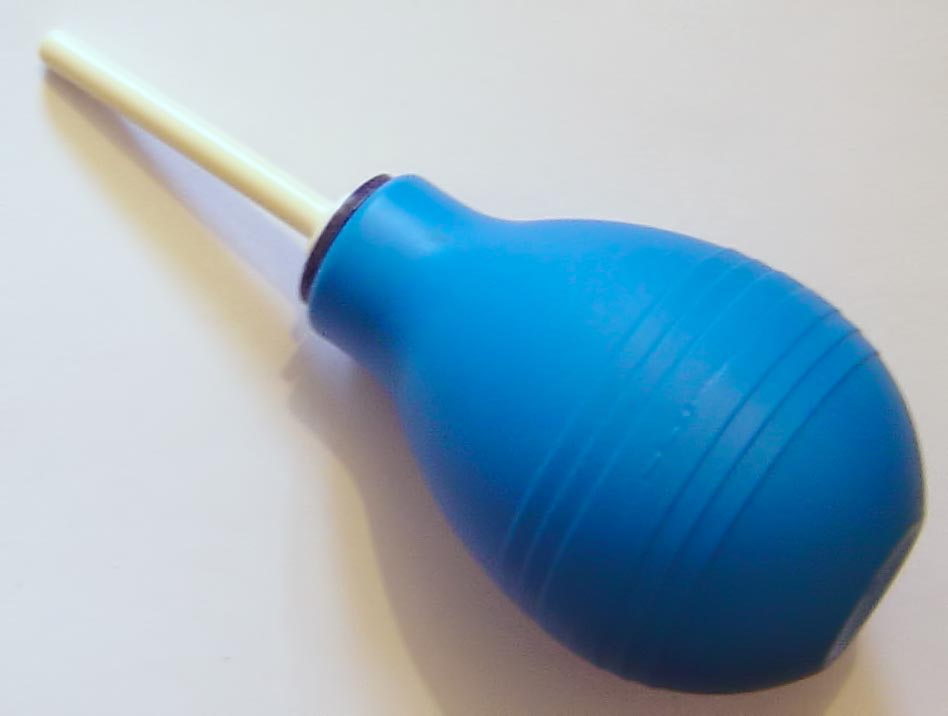
Klysmaspuit

Klysmafilie is een parafilie waarbij seksueel genot wordt beleefd aan het plaatsen van klysma's. Het is een vorm van anale seks. Deze seksuele praktijk komt onder andere voor bij bdsm, waar het een rol kan spelen bij de disciplinering en onderwerping van de partner.